# Frälsarens förklarings kyrka, Astrasjytski Haradok
Frälsarens förklarings kyrka (belarusiska: Спаса-Праабражэнская царква; translitteration: Spasa-Praabrashenskaja tsarkva; kyrkslaviska: Спа́со-Преображенскаѧ це́рковь) är en belarusisk-ortodox träkyrkobyggnad belägen i agropolisen Astrasjytski Haradok, i distriktet Minsk rajon i Minsks voblast, i centrala Belarus.
Kyrkan är helgad åt Kristi förklaring och tillhör Minsks stift.

## Historik
Frälsarens förklarings kyrka i Astrasjytski Haradok byggdes 1943.

## Kyrkan
Kyrkan är gjord av trä, som kommer från en annan byggnad som monterades ned.

## Bilder

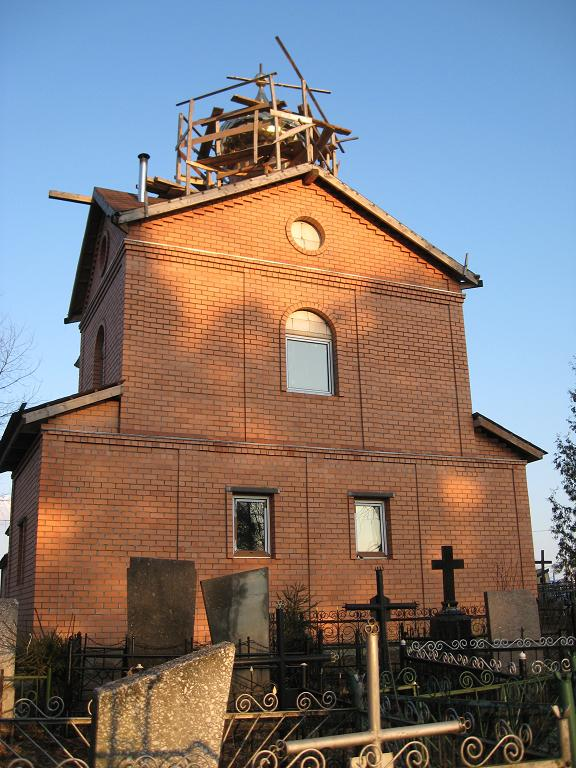
Kyrkans framsida.

### Allmänna källor
- Храм Праабражэння Гасподняга Астрашыцкі Гарадок (hram.by)
- Царква Праабражэння Гасподняга | мястэчка Астрашыцкі Гарадок Мінская вобласць (radzima.org)